# おはよう!ナイスデイ
『おはよう!ナイスデイ』は、フジテレビ系列で1982年4月1日から1999年3月31日まで生放送していた平日朝のワイドショー・情報番組である。
1998年3月30日から放送終了までは、『おはよう!』をタイトルから外して、『ナイスデイ』のタイトルで放送された。

## 概要
『小川宏ショー』の終了に伴い、「しぼりたての朝」をキャンペーンフレーズとしたフジテレビ平日朝枠の大改編の目玉番組の一つとして1982年4月1日に放送を開始。『3時のあなた』でアシスタントを務めていた須田哲夫、『FNNニュースレポート6:30』のキャスターだった田丸美寿々（いずれも当時フジテレビアナウンサー）、フリーアナウンサーの荒川強啓を初代の総合司会に起用した。荒川は山形放送のアナウンサーだったが、当番組の開始に合わせて同局を退職している。もっとも、田丸は1983年2月に司会を降板したうえで、翌3月末にフジテレビを退職。1985年4月から2年間は、荒川に代わって、関西テレビアナウンサー（当時）の桑原征平が須田とのコンビで総合司会を務めていた。
桑原は、『ハイ!土曜日です』（「『小川宏ショー』の土曜版」という位置付けで当番組と同じ時間帯に関西テレビが制作していた全国ネット向けの生放送番組）で1975年10月から放送されていた「征平の挑戦」（体験ロケ企画）での体当たりリポートで全国的な知名度を得たことを背景に、1984年4月から『モーニングスタジオ 土曜!100%』（『ハイ!土曜日です』の2代後の番組）でメイン司会を担当。『土曜!100%』では視聴率が徐々に上昇していたが、関西テレビ局内の事情から1年で終了することが決まったため、終了後の長期休暇が内定していた桑原に当番組のプロデューサーが「田丸の後任にふさわしい」との理由で白羽の矢を立てた。結局、フジテレビ・関西テレビ両局の上層部を巻き込んだ折衝の末に、「桑原をアナウンス職のまま関西テレビの東京支社へ単身で赴任させたうえで、『桑原の使用料』（1日につき5万円）をフジテレビから支払わせることを条件に、『番組出向』扱いで当番組へ出演させる」という体制に落ち着いた。なお、桑原は出向期間の満了（1987年3月）を機に当番組の司会を退いたが、関西テレビ本社への復帰後もインタビュー企画で当番組に出演している。
1994年4月改編には、直前に『めざましテレビ』が開始したことに伴い、『ひらけ!ポンキッキ』の後継番組である『ポンキッキーズ』を夕方に移した上で、放送開始時刻を8時に繰り上げ。新総合司会にTBS出身の生島ヒロシを迎えた。「日本の朝はこれでいいのか」をキャンペーンフレーズにしたフジテレビでは『めざましテレビ』と本番組、直後の『どうーなってるの?!』を合わせ5時55分から11時25分まで5時間半の連続生放送が実現。この期間、本番組は8時からの30分間はカスタム時刻表示を導入していた（『めざましテレビ』とフォントは同じだが、色違いで緑色を使っていた）。しかし、半年後の10月改編で本番組は8時30分開始に戻ることとなる。空いた30分枠には『ポンキッキーズ』が戻ることとなった。
1998年3月30日からタイトルは「おはよう!」を外して『ナイスデイ』に変更し、さらに半年後には開始時刻を5分前倒しして8時25分開始 とするリニューアルを図った。『タイム3』から6年半午後のワイドショー枠で総合司会を務めた笠井信輔（当時フジテレビアナウンサー）と女優の榊原るみを起用した（年齢的には榊原が10歳以上年上になるが番組の総合司会序列では笠井がメインだった）。
1999年3月31日に番組は終了し、『小川宏ショー』と同じく17年の歴史に幕を閉じた。同年4月1日からは、後継番組として『どうーなってるの?!』の総合司会だった小倉智昭を総合司会に迎えた『情報プレゼンター とくダネ!』を開始し、放送開始時刻を4年半ぶりに8時へ繰り上げた。なお、笠井は同番組にサブ司会兼メインアシスタントとして続投し、2019年9月まで出演した。
末期では、時間帯視聴率民放最下位を記録するケースもあった。
1989年11月ごろまで手書きのテロップを使用していたが、1989年12月ごろからワープロのテロップを使用した（『タイム3』『生島ヒロシのおいしいフライパン』『THE WEEK』なども同様）。

## 出演者

### 放送時間・総合司会・芸能デスク
| 期間 | 期間      | 放送時間（JST）           | 総合司会            | 総合司会     | 芸能デスク |
| 期間 | 期間      | 放送時間（JST）           | 男性                | 女性         | 芸能デスク |
| --- | --------- | ------------------------- | ------------------- | ------------ | ---------- |
| 1982.4.1 | 1983.2.7  | 平日 8:30 - 9:55（85分）  | 須田哲夫 荒川強啓   | 田丸美寿々   | 前田忠明1  |
| 1983.2.8 | 1983.3.25 | 平日 8:30 - 9:55（85分）  | 須田哲夫 荒川強啓   | （不在）     | 前田忠明1  |
| 1983.3.28 | 1985.3.29 | 平日 8:30 - 9:55（85分）  | 須田哲夫 荒川強啓   | 山田美也子   | 前田忠明1  |
| 1985.4.1 | 1987.3.27 | 平日 8:30 - 9:55（85分）  | 須田哲夫 桑原征平2  | 山田美也子   | 前田忠明1  |
| 1987.3.30 | 1991.3.29 | 平日 8:30 - 9:55（85分）  | 向坂樹興            | 吉崎典子3    | 前田忠明1  |
| 1991.4.1 | 1993.3.31 | 平日 8:30 - 9:55（85分）  | 川端健嗣            | 八木亜希子   | 前田忠明1  |
| 1993.4.1 | 1994.3.31 | 平日 8:30 - 9:55（85分）  | 川端健嗣 軽部真一   | 小島奈津子   | 前田忠明1  |
| 1994.4.1 | 1994.9.30 | 平日 8:00 - 9:55（115分） | 生島ヒロシ          | 大林典子4・5 | 前田忠明1  |
| 1994.10.3 | 1995.9.29 | 平日 8:30 - 9:55（85分）  | 生島ヒロシ          | 大林典子4・5 | 前田忠明1  |
| 1995.10.2 | 1998.3.27 | 平日 8:30 - 9:55（85分）  | 向坂樹興 柴田光太郎 | 大林典子4・5 | 前田忠明1  |
| 1998.3.30 | 1998.10.2 | 平日 8:30 - 9:55（85分）  | 笠井信輔1           | 榊原るみ     | 前田忠明1  |
| 1998.10.5 | 1999.3.31 | 平日 8:25 - 9:55（90分）  | 笠井信輔1           | 榊原るみ     | 前田忠明1  |
| - 1 『情報プレゼンター とくダネ!』も続投。 - 2 当時は関西テレビのアナウンサーであったが、同局の東京支社に単身で赴任したうえで、東京支社からの番組出向扱いで出演。 - 3 1期目の出演の末期に結婚し、大林姓を名乗るようになった。 - 4 2期目の出演（その後現在の吉崎姓に戻る）となる。 - 5 1994年10月から1995年9月および1997年4月から1998年3月まで、午後のスポットニュースを兼務（詳細は各番組のページを参照）。 |           |                           |                     |              |            |

- なお、テレビ山口とテレビ大分は一貫して8時30分開始であった（8時開始時代や8時25分開始時代は飛び乗り）[注釈 4]。

### コーナーキャスター
- 中村洋子（1982年4月 - 1986年3月）
- 松田朋恵（1986年4月 - 1987年3月）
- 三竹映子
- 吉沢孝明
- 阿部知代
- 平松あゆみ
- 武田祐子

### 歴代コメンテーター
○印の出演者は『とくダネ!』も続投。
- 浅井信雄○
- 石井めぐみ○
- 塩田丸男
- 志茂田景樹
- 高山正之
- デーブ・スペクター○
- 野坂昭如（須田・桑原の共同司会時代の金曜日に出演）
- ピーコ○
- 諸星裕○
- 山田雅人
- 山谷えり子
- 弘兼憲史
- 内海好江
- 木村晋介
- 篠沢秀夫
- 吉村作治
- 富田隆
- 中村メイコ

### コーナーレギュラー・常連ゲスト
- 桑野信義
- そのまんま東
- 河内家菊水丸

### レポーター
○印の出演者は『とくダネ!』も続投。☆は『3時のあなた』、△は『タイム3』の担当時期があった。開始初期は初代総合司会に当番組の前に担当していた番組（『3時のあなた』、『FNNニュースレポート6:30』）でスタジオ進行ながらレポーターとしても多数の取材経験を積んでいた須田･田丸を起用した経緯から総合司会陣もレポーターを兼ねており、特に初代総合司会の須田は重要な事件の取材時にはスタジオキャスターとしてではなく、現場からの中継（もしくは電話）でレポーター扱いで出演することも多々あった。
- 東海林のり子☆
- 平野早苗○
- 武藤まき子○
- 横野麗子○
- 小柳美江○
- 遠田智子
- 松本結花
- 奥山英志☆
- 三井三太郎△
- 阿部光利△
- 緒方昭一○☆
- 大村正樹○
- 小田桐英裕○[注釈 5]
- 山中秀樹
- 軽部真一

### ナレーション
- 戸谷公次
- 池水通洋
- 坪井章子
- 古川登志夫
- 郷里大輔
- 山崎和佳奈
- 平野正人
- 柳沢三千代 ほか

## ネット局
系列・略称は放送終了時点のもの。
| 放送対象地域   | 放送局                  | 系列                                         | 備考                                                                                        |
| -------------- | ----------------------- | -------------------------------------------- | ------------------------------------------------------------------------------------------- |
| 関東広域圏     | フジテレビ(CX)          | フジテレビ系列                               | 基幹・制作局                                                                                |
| 北海道         | 北海道文化放送(UHB)     | フジテレビ系列                               |                                                                                             |
| 岩手県         | 岩手めんこいテレビ(mit) | フジテレビ系列                               | 1991年4月1日開局から                                                                        |
| 宮城県         | 仙台放送(OX)            | フジテレビ系列                               |                                                                                             |
| 秋田県         | 秋田テレビ(AKT)         | フジテレビ系列                               | 1987年3月までテレビ朝日系列とのクロスネット局                                               |
| 山形県         | 山形テレビ(YTS)         | フジテレビ系列                               | 1993年3月31日のテレビ朝日系列へのネットチェンジにより打ち切り                               |
| 山形県         | さくらんぼテレビ(SAY)   | フジテレビ系列                               | 1997年4月1日開局から                                                                        |
| 福島県         | 福島テレビ(FTV)         | フジテレビ系列                               | 1983年4月1日のTBS系列脱退・FNN加盟から                                                      |
| 新潟県         | 新潟総合テレビ(NST)     | フジテレビ系列                               | 現在：NST新潟総合テレビ。1983年10月1日のテレビ朝日系列脱退から                              |
| 長野県         | 長野放送(NBS)           | フジテレビ系列                               |                                                                                             |
| 静岡県         | テレビ静岡(SUT)         | フジテレビ系列                               |                                                                                             |
| 富山県         | 富山テレビ(T34→BBT)     | フジテレビ系列                               |                                                                                             |
| 石川県         | 石川テレビ(ITC)         | フジテレビ系列                               |                                                                                             |
| 福井県         | 福井テレビ(FTB)         | フジテレビ系列                               |                                                                                             |
| 中京広域圏     | 東海テレビ(THK)         | フジテレビ系列                               |                                                                                             |
| 近畿広域圏     | 関西テレビ(KTV)         | フジテレビ系列                               |                                                                                             |
| 島根県・鳥取県 | 山陰中央テレビ(TSK)     | フジテレビ系列                               |                                                                                             |
| 岡山県・香川県 | 岡山放送(OHK)           | フジテレビ系列                               |                                                                                             |
| 広島県         | テレビ新広島(TSS)       | フジテレビ系列                               |                                                                                             |
| 山口県         | テレビ山口(TYS)         | TBS系列                                      | 1987年9月までフジテレビ系列とのクロスネット局                                               |
| 愛媛県         | 愛媛放送(EBC)           | フジテレビ系列                               | 現在：テレビ愛媛                                                                            |
| 高知県         | 高知さんさんテレビ(KSS) | フジテレビ系列                               | 1997年3月20日（サービス放送期間中）から                                                     |
| 福岡県         | テレビ西日本(TNC)       | フジテレビ系列                               |                                                                                             |
| 佐賀県         | サガテレビ(STS)         | フジテレビ系列                               |                                                                                             |
| 長崎県         | テレビ長崎(KTN)         | フジテレビ系列                               | 1990年9月まで日本テレビ系列とのクロスネット局                                               |
| 熊本県         | テレビ熊本(TKU)         | フジテレビ系列                               | 1989年9月までテレビ朝日系列とのクロスネット局                                               |
| 大分県         | テレビ大分(TOS)         | 日本テレビ系列 フジテレビ系列                | 1993年9月までテレビ朝日系列とのクロスネット局                                               |
| 宮崎県         | テレビ宮崎(UMK)         | フジテレビ系列 日本テレビ系列 テレビ朝日系列 |                                                                                             |
| 鹿児島県       | 鹿児島テレビ(KTS)       | フジテレビ系列                               | 1994年3月まで日本テレビ系列とのクロスネット局 1982年9月までテレビ朝日系列とのクロスネット局 |
| 沖縄県         | 沖縄テレビ(OTV)         | フジテレビ系列                               |                                                                                             |

## スタッフ
- プロデューサー - 宇留田俊夫、棚山春雄、北林由孝、佐治康一、根岸幸弘、西渕憲司、織田雅彦、日向栄二

## エピソード
- 番組の仮タイトルは前番組のタイトルから『フレッシュワイド8:30』であった[6]。
- 1985年3月26日放送では、『キン肉マンへの質問大会』を行った。しかしそれに関する電話が殺到して20回線用意していた電話がパンクしてしまった。その影響で四谷1丁目 - 四谷3丁目と新宿1丁目 - 新宿4丁目および市ヶ谷地区の電話が不通となり、四谷電話局にも被害が発生してしまった。
  - 電話不通事件は後座番組『ワイドワイドフジ』でも起こり、フジテレビは『笑っていいとも!』の「テレフォンショッキング」で起こった、第一家庭電器のいたずら電話以来、四谷電話局から苦情の電話がついた。
- 第1回OPのタイトルアニメはスキャニメイトを使用したが、背景はフジテレビ社屋の凱旋門から玄関付近までを出演者、小学生、僧侶、料理長、バスガイド、OL、サラリーマン、外国人、高校生、警察官、ウェイトレス、赤ジャージの中学生などに扮したこの年の新入社員と一緒にジョギングするものだった。この第1回OPはカノッサの屈辱の他、1993年、2009年、2015年にフジテレビの特番にも流された。また放送初期にはテーマソングが存在し、山本寛太郎の「サウス・ウインド（君を待つ渚）」を番組用にアレンジしたものを使用した。なお、エンディングではインスト版が流された。
- 放送開始当初は前番組小川宏ショーの流れで、観客も入れていた。
- 「ひょうきんスペシャル」の公開懺悔で当時の司会者である山田美也子とリポーターの前田忠明が呼ばれ、当番組で犯したミスで懺悔室に行かされ、2人とも水をかけられた。
- 須田・桑原の総合司会時代には、2人とも、現在の報道・情報番組における「フィールドキャスター」のような役割も兼務。出演期間中の平日には、午前中にフジテレビのスタジオで本番（生放送）に臨むと、本番終了後から翌日（金曜日の場合には翌週月曜日）の本番直前まで、事件・芸能関係の取材（ロス疑惑や日本航空123便墜落事故など）やインタビュー企画などで日本各地へ赴いていた。
  - 桑原は関西テレビ東京支社からの出向扱いで東京へ単身で赴任していたが、地元の関西地方で大きな事件（山一抗争・豊田商事事件など）が相次いだことから、実際には東京と大阪を頻繁に往復していたという。
- 1991年秋、八木がウッチャンナンチャンの内村光良と交際をしていることが雑誌『フライデー』（同年10月4日号）に報じられ、八木が本番組内でこれを認める一幕があった（番組はこの件をトップ項目で取り上げた）。なお、八木と内村は後に破局。内村は徳永有美（テレビ朝日出身のフリーアナウンサー）と結婚している。
- 1995年、NHK連続テレビ小説『春よ、来い』で主役だった安田成美の降板問題に対して、コメンテーターとして出演していた塩田丸男が行った発言が波紋を呼び[7]、この一件で塩田は当番組を始め、当時レギュラー出演していた全てのTV番組から降板する事態になった。
- 2017年10月7日放送の土曜プレミアム『衝撃スクープスペシャル 30年目の真実 ～東京・埼玉連続幼女誘拐殺人犯・宮崎勤の肉声～』の中の再現ドラマで当番組のセットが再現された。